# Kombinat Zuschlagstoffe und Natursteine
Der VEB Kombinat Zuschlagstoffe und Natursteine Dresden (KZN) war ein Kombinat in der Deutschen Demokratischen Republik.
Das Kombinat ging aus der VVB Zuschlagstoffe und Natursteine hervor, die 1979 in ein Kombinat umgewandelt wurde. Kombinatszweck war die Förderung und Aufbereitung von Baurohstoffen.
Zu den Produkten des Kombinats zählten – namensgebend für das Kombinat – verschiedene Arten von Naturstein sowie Zuschlagstoffen wie Kies, Sand, Schotter und Splitt. Weiterhin wurden unter anderem Basalt, Elbsandstein, Lausitzer Granit, Schiefer, Quarzporphyr, Diabas, Travertin, Saalburger Marmor, Kalkstein und Zöblitzer Serpentin gefördert.
Das Kombinat unterstand dem Ministerium für Bauwesen. Weitere zentral geleitete Kombinate im Zuständigkeitsbereich dieses Ministeriums sind in der Liste von Kombinaten der DDR aufgeführt.
Im Zuge der Wende und der anschließenden Wiedervereinigung wurde das Kombinat 1990 aufgelöst und seine Betriebe wurden privatisiert.

## Zugehörige Betriebe
Zum Kombinat gehörten zuletzt die folgenden Betriebe: 
- VEB Elbenaturstein Dresden, (Stammbetrieb)
- VEB Elbekies Mühlberg-Prettin
- VEB Hartsteinwerk Vogtland Oelsnitz
- VEB Industriesiebe und Drahtförderbänder Dresden
- VEB Kieswerk Nordhausen
- VEB Kieswerk Ottendorf-Okrilla
- VEB Lausitzer Granit Demitz-Thumitz
- VEB Leichtzuschlagstoffe Grimmen
- VEB Naturstein- und Mineralwerke Thüringen, Steinach
- VEB Natursteinwerk Koschenberg, Großkoschen
- VEB Rationalisierung Zuschlagstoffe und Natursteine Dresden
- VEB Splitt- und Schotterwerk Oßling in Lieske
- VEB Splittwerk Röcknitz Hohenstädt
- VEB Vereinigte Gießereisandwerke Nudersdorf, (vor 1988 Teil der GISAG)
- VEB Vereinigte Kalkwerke Oberscheibe
- VEB Vereinigte Natursteinwerke Zöblitz/Erzgebirge
- VEB Vereinigte Thüringische Schiefergruben Unterloquitz
- VEB Zuschlagstoffe Frankfurt/Oder
- VEB Zuschlagstoffe Haldensleben
- VEB Zuschlagstoffe Karl-Marx-Stadt in Hartmannsdorf